# Safrazin
Safrazine (Safra) là một chất ức chế monoamin oxydase không chọn lọc, không thể đảo ngược (MAOI) thuộc nhóm hydrazine được giới thiệu là thuốc chống trầm cảm trong những năm 1960, nhưng đã bị ngưng sử dụng..Là hợp chất hữu cơ, chứa 11 nguyên tử carbon Và nó đã trọng lượng phân tử từ 208,257 đvC
(Lưu ý : đây là những thông tin còn sót lại sau hơn 60 năm ngưng sử dụng về Safrazine,)